# Aladag
Aladag (bulgariska: Аладаг) är ett berg i Bulgarien.   Det ligger i regionen Kărdzjali, i den södra delen av landet, 200 kilometer sydost om huvudstaden Sofia.